# 最後に恋に勝つルール
『最後に恋に勝つルール』（さいごにこいにかつルール、A Lot Like Love）は2005年のアメリカ合衆国のロマンティック・コメディ映画。
監督はナイジェル・コール、出演はアシュトン・カッチャーとアマンダ・ピートなど。
互いを大切な存在と認めながらも運命に翻弄されるように別れと再会を繰り返す男女を描いている。
日本では劇場未公開だが、2009年2月18日にDVDが発売されている。

## ストーリー
7年前、オリヴァーとエミリーはロサンゼルスの空港で出会う。恋人と別れたばかりのエミリーはニューヨークに向かう飛行機のトイレでオリヴァーに襲いかかって関係を持つ。その場限りのつもりだったエミリーに対し、オリヴァーはエミリーに想いを残す。ニューヨークの街中で偶然再会した2人はちょっとしたデートをする。そして、惹かれ合うものを感じながらも、2人は別れる。
3年後のロサンゼルス。女優の卵となっていたエミリーは脚本家のピーターと同棲していたが、ある日突然、ピーターに捨てられてしまう。傷心のエミリーは3年前にオリヴァーからもらった連絡先を見つけ、大晦日の夜をオリヴァーと過ごすことになる。パーティでピーターが別の女といるところを目撃して泥酔したエミリーを、オリヴァーは引き払う予定の自分の部屋に連れて帰る。2人はいいムードになるが、ことを始める前に眠り込んでしまったエミリーを残し、翌朝、オリヴァーはかねてから進めていた事業のためサンフランシスコに向かう。
2年後のサンフランシスコ。事業で忙しいオリヴァーは同棲中の恋人ブリジットに突然捨てられてしまう。一方、2年前にオリヴァーからカメラをもらったことをきっかけにロサンゼルスで写真家として働いていたエミリーは、親友ミシェルの結婚式で出会ったベンと偶然に再会し、デートをするようになる。そんなエミリーのもとに傷心のオリヴァーが現れる。郊外までドライブした2人はロマンチックなムードの中、関係を持つ。しかし事業への投資を求めてニューヨークに発たなくてはならないオリヴァーがブリジットに対する気持ちの整理が出来ていないことを知ったエミリーは、既に恋人がいると言ってオリヴァーを送り出す。ニューヨークでの仕事を終えたオリヴァーは、エミリーの住むロサンゼルスに行くか悩む。エミリーを大事に思いながらも、結局、サンフランシスコでの仕事を優先する。そして、オリヴァーの事業はVCからの投資を受けることになる。
1年後、オリヴァーの事業は失敗に終わる。全てを失ってロサンゼルスの実家に戻ったオリヴァーは、エミリーが写真家として活躍していることを知り、意を決して彼女に思いを伝えに行く。オリヴァーとの再会を心から喜ぶエミリーだったが、既にエミリーはベンと婚約していた。エミリーは万感の思いでオリヴァーを見送る。
6ヶ月後、エミリーとベンの結婚が間近に迫る中、エミリーはオリヴァーへの思いを募らせて行く。そして、自分より先にオリヴァーの方が自分に惹かれていたことを知ったエミリーはベンとの婚約を解消してしまうが、親友のミシェルからオリヴァーが結婚すると聞かされる。エミリーは慌てて結婚式場に駆けつけるが、実際にオリヴァーを前にすると肝心なことは何も言えずにその場を逃げ出してしまう。追いかけて来たオリヴァーに手遅れだと言うエミリーに、オリヴァーは結婚するのは妹だと言う。2人は熱いキスを交わす。

## キャスト
※括弧内は日本語吹替
- オリヴァー・マーティン: アシュトン・カッチャー（森久保祥太郎）
- エミリー・フリーエル: アマンダ・ピート（竹内順子）
- ミシェル: キャスリン・ハーン（三石琴乃） - エミリーの親友。
- ジーター: カル・ペン（横堀悦夫） - オリヴァーのビジネスパートナー。
- ジーナ: アリ・ラーター（加藤優子） - エミリーの親友。
- エレン・マーティン: タリン・マニング - オリヴァーの妹。
- グラハム・マーティン: タイロン・ジョルダーノ（英語版） - オリヴァーの兄。耳が不自由。
- ダイアン・マーティン: エイミー・アキノ - オリヴァーの母。
- ピーター: ガブリエル・マン（花輪英司） - エミリーの恋人。脚本家。
- ベン・ミラー: ジェレミー・シスト - ミシェルの夫の友人。エミリーと婚約する。
- ブリジット: ムーン・ブラッドグッド - オリヴァーの恋人。
- ニコール: エイミー・ガルシア（英語版） - エレンの親友。
- スチュワーデス: リー・ガーリントン（英語版） - ニューヨークに向かう飛行機の客室乗務員。
- スターレット: サラ・シャヒ - オリヴァーが大晦日のパーティで出会った女性。
- VCの男: ロン・ボッティータ

## 作品の評価
Rotten Tomatoesによれば、批評家の一致した見解は「退屈なロマコメ。」であり、125件の評論のうち高評価は41%にあたる51件で、平均点は10点満点中4.99点となっている。
Metacriticによれば、31件の評論のうち、高評価は11件、賛否混在は11件、低評価は9件で、平均点は100点満点中48点となっている。